# Маріано Пернія
Маріано Пернія (ісп. Mariano Pernía, нар. 4 травня 1977, Танділь) — аргентинський та іспанський футболіст, що грав на позиції захисника.
Виступав, зокрема, за клуби «Індепендьєнте» (Авельянеда) та «Атлетіко», а також національну збірну Іспанії.

## Клубна кар'єра
Розпочав кар'єру у футболі в клубі «Сан-Лоренсо», проте за основну команду так і не провів жодного матчу в чемпіонаті. В аргентинській Прімері дебютував за «Індепендьєнте» (Авельянеда), до складу якого приєднався 1999 року. Відіграв за команду з Авельянеди наступні чотири сезони своєї ігрової кар'єри і допоміг виграти Апертуру 2002 року.
У січні 2003 року Пернія переїхав до іспанської Ла Ліги, де став виступати за «Рекреатіво». Вже влітку команда зайняла 18-те місце і вилетіла в Сегунду, незважаючи на це Маріано продовжив грати за команду і зайняв з нею 6-те місце в наступному сезоні. Після цього Пернія повернувся до Ла Ліги, де два сезони захищав кольори «Хетафе».
Влітку 2006 року уклав контракт з мадридським «Атлетіко», у складі якого поступово став основним гравцем команди. Проте на початку липня 2009 року він з родиною потрапив в серйозну автомобільну аварію в рідній Аргентині. Його дочка і племінник були цілими і неушкодженими, але він зламав ключицю і отримав незначні травми лівої легені. Через це за сезон, який завершився для клубу перемогою в Лізі Європи, Пернія зіграв лише два матчі — проти «Сельти» в національному кубку (1:1) і в проти «Хереса» в чемпіонаті (1:2).
В липні 2010 року, у віці 33 років, Пернія покинув «Атлетіко», підписавши через два місяці контракт з уругвайським «Насьйональ». Проте вже за півроку Пернія повернувся на батьківщину в клуб «Тігре», де і завершив професійну ігрову кар'єру.

## Виступи за збірну
Не маючи можливості пробитись до збірної Аргентини, Пернія у квітня 2006 року прийняв іспанське підданство в сподіванні потрапити в заявку збірної на «мундіаль» в Німеччині. Багато спеціалістів, а особливо наставник «Хетафе», де тоді грав Маріано, Бернд Шустер, неодноразово апелювали до Луїса Арагонеса, наполягаючи, що Пернія повинен стати на чемпіонаті світу основним захисником. Проте відомий іспанський тренер прогнозовано знехтував кандидатурою Пернії. Щоправда, на турнір Маріано таки потрапив. Пернія був викликаний в іспанську збірну в останній момент як заміна лівого захисника «Челсі» Асьєра дель Орно, який не зміг поїхати в Німеччину через травму колінних зв'язок.
7 червня 2006 року Пернія дебютував в офіційних матчах у складі національної збірної Іспанії у підготовчому матчі до чемпіонату світу проти збірної Хорватії (1:1), на якому відразу відзначився голом. На чемпіонаті світу 2006 року у Німеччині захисник зіграв у двох матчах групового етапу проти України (4:0) і Тунісу (3:1), а також в програному матчі 1/8 фіналу проти збірної Франції (1:3).
В подальшому продовжував залучатись до збірної до кінця 2007 року. Всього протягом кар'єри у національній команді провів у формі головної команди країни 11 матчів, забивши 1 гол.

## Статистика виступів

### Статистика клубних виступів
| Чемпіонат | Чемпіонат       | Чемпіонат        | Ліга | Ліга | Кубок         | Кубок         | Континент. змаг. | Континент. змаг. | Всього | Всього |
| Сезон     | Клуб            | Ліга             | Ігри | Голи | Ігри          | Голи          | Ігри             | Голи             | Ігри   | Голи   |
| Аргентина | Аргентина       | Аргентина        | Ліга | Ліга | Кубок         | Кубок         | Південна Америка | Південна Америка | Всього | Всього |
| --------- | --------------- | ---------------- | ---- | ---- | ------------- | ------------- | ---------------- | ---------------- | ------ | ------ |
| 2000/01   | «Індепендьєнте» | Прімера Дивізіон | 17   | 0    | -             | -             | 0                | 0                | 17     | 0      |
| 2001/02   | «Індепендьєнте» | Прімера Дивізіон | 27   | 2    | -             | -             | 0                | 0                | 27     | 2      |
| 2002/03   | «Індепендьєнте» | Прімера Дивізіон | 2    | 0    | -             | -             | 0                | 0                | 2      | 0      |
| Іспанія   | Іспанія         | Іспанія          | Ліга | Ліга | Кубок Іспанії | Кубок Іспанії | Європа           | Європа           | Всього | Всього |
| 2002/03   | «Рекреатіво»    | Ла Ліга          | 19   | 2    | 5             | 0             | 0                | 0                | 24     | 2      |
| 2003/04   | «Рекреатіво»    | Сегунда Дивізіон | 40   | 1    | 1             | 0             | 0                | 0                | 41     | 1      |
| 2004/05   | «Хетафе»        | Ла Ліга          | 36   | 3    | 1             | 0             | 0                | 0                | 37     | 3      |
| 2005/06   | «Хетафе»        | Ла Ліга          | 36   | 10   | 1             | 1             | 0                | 0                | 37     | 11     |
| 2006/07   | «Атлетіко»      | Ла Ліга          | 21   | 0    | 3             | 0             | 0                | 0                | 24     | 0      |
| 2007/08   | «Атлетіко»      | Ла Ліга          | 29   | 1    | 5             | 0             | 8                | 0                | 42     | 1      |
| 2008/09   | «Атлетіко»      | Ла Ліга          | 29   | 0    | 4             | 0             | 5                | 0                | 38     | 0      |
| 2009/10   | «Атлетіко»      | Ла Ліга          | 1    | 0    | 1             | 0             | 0                | 0                | 2      | 0      |
| Уругвай   | Уругвай         | Уругвай          | Ліга | Ліга | Кубок         | Кубок         | Південна Америка | Південна Америка | Всього | Всього |
| 2010/11   | «Насьйональ»    | Прімера Дивізіон | 7    | 0    | -             | -             | ?                | ?                | 7+     | 0+     |
| Аргентина | Аргентина       | Аргентина        | Ліга | Ліга | Кубок         | Кубок         | Південна Америка | Південна Америка | Всього | Всього |
| 2010/11   | «Тігре»         | Прімера Дивізіон | 9    | 1    | -             | -             | ?                | ?                | 9+     | 1+     |
| Країна    | Аргентина       | Аргентина        | 55   | 3    | -             | -             | ?                | ?                | 55+    | 3+     |
| Країна    | Іспанія         | Іспанія          | 211  | 17   | 21            | 1             | 13               | 0                | 245    | 18     |
| Всього    | Всього          | Всього           | 257  | 19   | 10            | 1             | 14               | 1                | 281    | 21     |

## Титули і досягнення
- Чемпіонат Аргентини (1):

«Індепендьєнте»: 2002 (Апертура)
- Переможець Кубка Інтертото (1):

«Атлетіко»: 2007
- Переможець Ліги Європи (1):

«Атлетіко»: 2009-10